# Krähenberg
Krähenberg är en kommun och ort i Landkreis Südwestpfalz i förbundslandet Rheinland-Pfalz i Tyskland.
Kommunen ingår i kommunalförbundet Verbandsgemeinde Thaleischweiler-Wallhalben tillsammans med ytterligare 19 kommuner.